# Blaise-ketonsynthese
De Blaise-ketonsynthese is een chemische reactie, genoemd naar Edmond Blaise, waarbij een acylchloride reageert met een organische zink- of koperverbinding, om uiteindelijk een keton te vormen.